# Elizabeth Lake (Californie)
Elizabeth Lake est une census-designated place située en bordure du lac du même nom (en), au nord du comté de Los Angeles en Californie, aux États-Unis,. Lors du recensement de 2010, elle comptait une population de 1 756 habitants.

## Démographie
| 2000  | 2010  | - | - | - | - |
| ----- | ----- | - | - | - | - |
| 1 830 | 1 756 | - | - | - | - |

## Source de la traduction
- (en) Cet article est partiellement ou en totalité issu de l’article de Wikipédia en anglais intitulé « Elizabeth Lake, California » (voir la liste des auteurs).